# Lugar Nuevo de la Corona
Llocnou de la Corona è un comune spagnolo di 109 abitanti situato nella comunità autonoma Valenciana, creato dalla scissione in due del comune di Alfafar.
Con i suoi 0,04 km² è il secondo comune più piccolo della provincia dopo Emperador; è situato su un terreno pianeggiante e si riduce unicamente al piccolo centro urbano, che è conurbato con Alfafar.